# Jack O'Connell (futbolista)
Jack William O'Connell (Liverpool, Inglaterra, Reino Unido, 29 de marzo de 1994) es un exfutbolista inglés que jugaba de defensa.

## Trayectoria
O'Connell comenzó su carrera en el Blackburn Rovers y destacó durante su préstamo en el Rochdale, donde fue capitán y junto al equipo logró el ascenso a la League One en la temporada 2013-14.
Fichó por el Brentford en febrero de 2015, donde jugó hasta el 2016, año en el que se unió al Sheffield United, entonces en la League One. Estuvo en este equipo hasta la temporada 2022-23, aunque llevaba desde septiembre de 2020 sin jugar por una lesión en la rodilla. Debido a estos problemas físicos, en julio de 2023 anunció su retirada.

## Selección nacional
Representó a Inglaterra en las categorías sub-18 y sub-19, donde en esta última fue el capitán.

## Vida personal
En 2014 anunció su relación con la también futbolista profesional, Alex Greenwood.

## Clubes
| Club                            | País       | Año       |
| ------------------------------- | ---------- | --------- |
| Blackburn Rovers F. C.          | Inglaterra | 2012-2015 |
| Rotherham United F. C. (cesión) | Inglaterra | 2012-2013 |
| York City F. C. (cesión)        | Inglaterra | 2013      |
| Rochdale A. F. C. (cesión)      | Inglaterra | 2013-2014 |
| Rochdale A. F. C. (cesión)      | Inglaterra | 2014-2015 |
| Brentford F. C.                 | Inglaterra | 2015-2016 |
| Rochdale A. F. C. (cesión)      | Inglaterra | 2015      |
| Sheffield United F. C.          | Inglaterra | 2016-2023 |

## Palmarés

### Títulos nacionales
| Título         | Club                   | País       | Año     |
| -------------- | ---------------------- | ---------- | ------- |
| EFL League One | Sheffield United F. C. | Inglaterra | 2016-17 |